# أنتونيو روميرو
أنتونيو روميرو (بالإسبانية: Antonio Madreluis Romero Urquiola) (16 يناير 1997 بولاية باريناس في فنزويلا - ) هو لاعب كرة قدم فنزويلي في مركز الهجوم.

## روابط خارجية
- أنتونيو روميرو على موقع قاعدة بيانات كرة القدم.إي يو (الإنجليزية)
- أنتونيو روميرو على موقع Soccerway.com (الإنجليزية)